# Jindřich Heisler
Jindřich Heisler (né le 1er septembre 1914 à Chrast et mort le 4 janvier 1953 à Paris) est un poète, photographe et artiste surréaliste tchécoslovaque.

## Biographie
Étant juif, Jindřich Heisler fut caché grâce à l'artiste Toyen au cours de la Seconde Guerre mondiale dans son appartement de Prague. Plus tard, fuyant les persécutions staliniennes, ils se réfugient tous les deux à Paris.
Selon Jean Schuster, il fut en 1948 à l'origine de la revue surréaliste Néon, où se retrouvèrent Sarane Alexandrian, Véra Hérold, Stanislas Rodanski et Claude Tarnaud, qui avait comme sous-titre N'Être rien Être tout Ouvrir l'être et, inversé, Néant Oubli Être.
André Breton évoqua sa mort en ces termes : « Ce 6 janvier vers 3 heures, au cimetière de Pantin enfoui sous la neige, se dérobait jusqu'à l'idée d'un soleil, autre qu'un cœur poignardé. Le grillon s'est endormi ».

## Poésie
- « Il n'y a pas assez de temps / pour que les pierres volantes se regardent dans les yeux »[6]

## Œuvres
- ?  Alphabet, 26 collages originaux contrecollés sur des feuilles de papier in-12 formant les lettres de l'alphabet et foliotés de A à Z[7]
- vers 1935  Cette fois il s'agit d'inimitié, photographie[8]
- 1939 Les Spectres du désert, illustrations de Toyen, André Skira, 1939[9]
- 1940 Seules les crécelles pissent tranquillement sur les 10 commandements (Nur die turmfalken brunzen ruhig auf die 10 gebote), recueil de poèmes illustré par Toyen, couverture de Jindřich Štyrský[10]
- 1950 L'Amour fou, livre-objet[11]
- 1953 Les Spectres du désert, Arcanes, 1953

## Filmographie
- 2005 : Toyen de Jan Němec, explore la relation entre Toyen et Jindřich Heisler, qu'elle cacha dans Prague occupée par les nazis et avec qui elle partit à Paris en 1948, à la suite de la prise de pouvoir des communistes[12].